# فرودگاه کماکسیلو
فرودگاه کماکسیلو (به انگلیسی: Camaxilo Airport) یک فرودگاه با کد یاتا CXM است . این فرودگاه در کشور آنگولا قرار دارد و در ارتفاع ۱۲۰۶ متری از سطح دریا واقع شده‌است.